# Georg Alsbach
Georg Alsbach (* 20. Januar 1830 in Koblenz; † 1906 in Rotterdam) war ein deutsch-niederländischer Musikverleger.

## Leben und Werk
Georg Alsbach gründete 1866 nach einer Tätigkeit im Verlag B. Schott’s Söhne (in Mainz und in der Londoner Niederlassung des Verlages) in Rotterdam den Musikverlag G. Alsbach & Co., den er und sein Sohn Johann Alsbach (1873–1961) 1898 nach Amsterdam verlegten. Angekauft wurden darüber hinaus die Verlage Brix van Wahlberg (Amsterdam), De Algemeene Muziekhandel (Stumpff & Koning), Wilhelm Schmid (Leipzig), A. A. Noske (Middelburg) und W. Ten Have (Amsterdam). 1903 übernahm Johann Alsbach als Inhaber den Verlag.